# Dinsac
Dinsac (tiếng Occitan: Dinçac) là một xã của tỉnh Haute-Vienne, thuộc vùng Nouvelle-Aquitaine, miền trung nước Pháp.